# Delta Air Lines

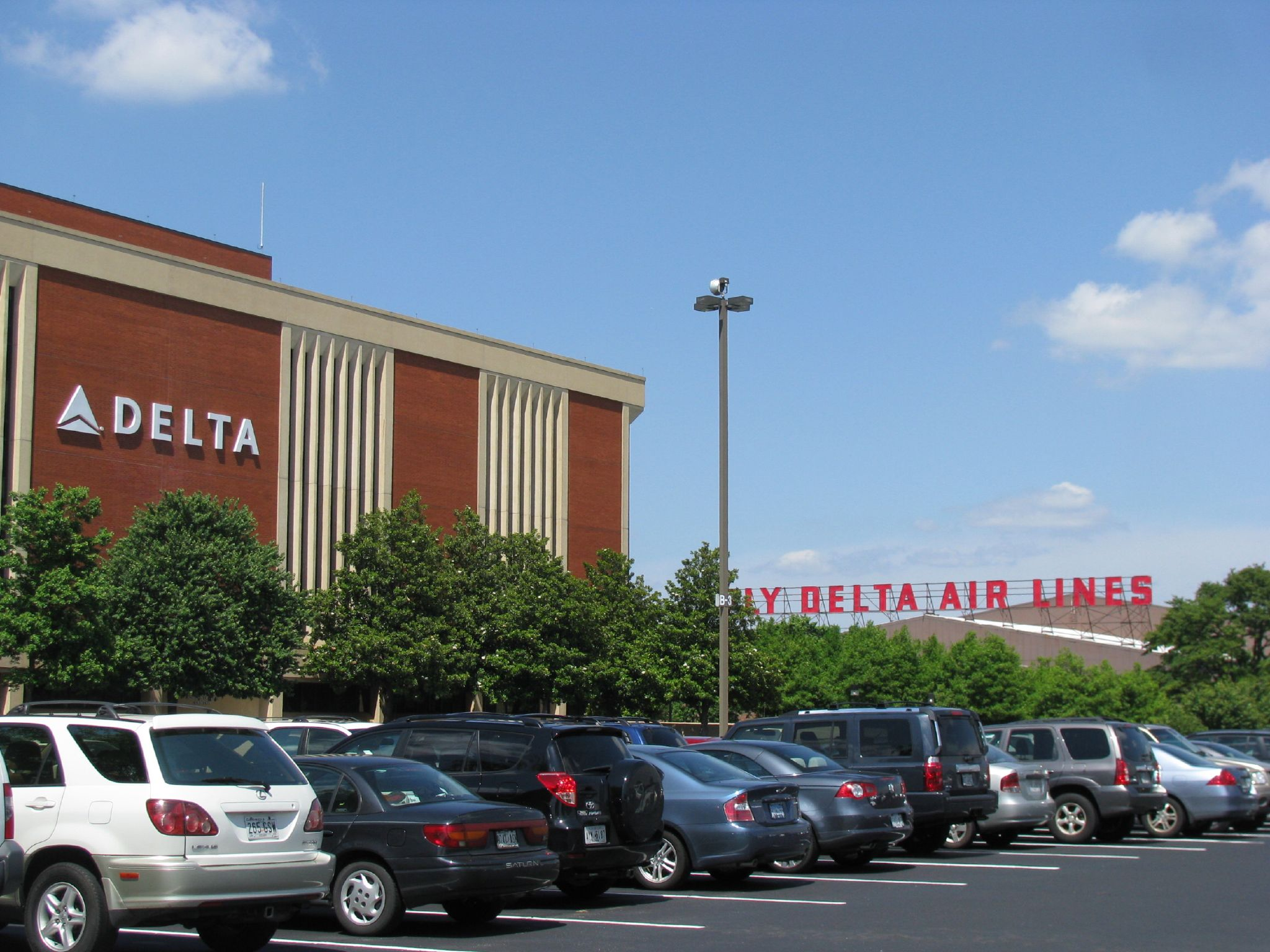
Delta Air Lines building.

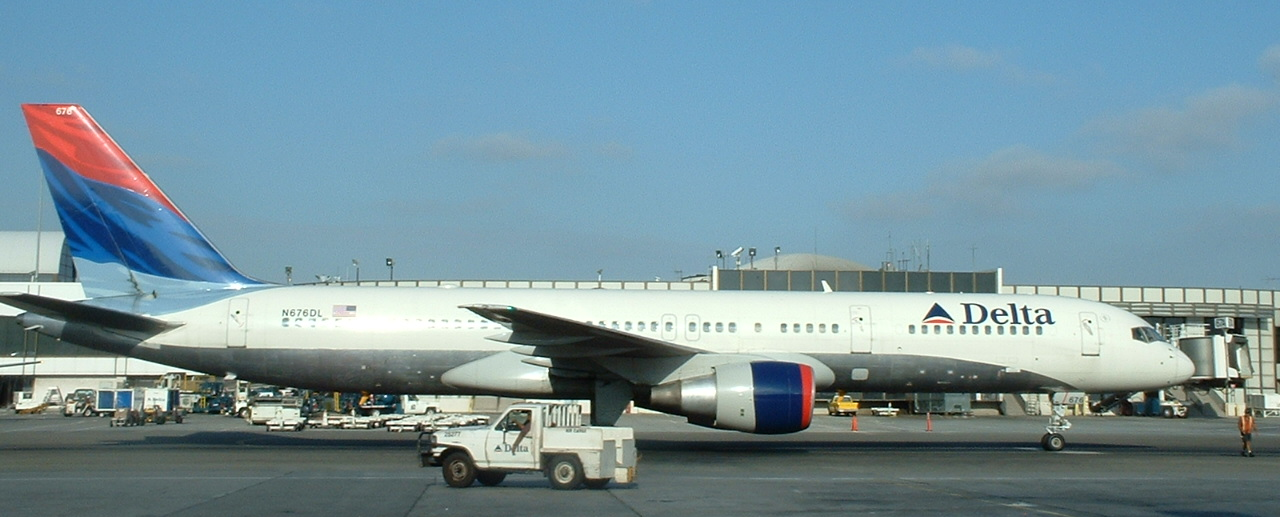
En Boeing 757 från Delta Air Lines på Los Angeles International Airport (gammalt färgschema).

Delta Air Lines är ett stort amerikanskt flygbolag som har säte i Atlanta, USA. Det var 2004 världens tredje största flygbolag räknat i passagerar-kilometer (enligt IATA statistik 2004). Den 14 april 2008 offentliggjordes Deltas köp av Northwest Airlines. De båda bolagen gick slutligen samman den 29 oktober samma år, vilket kom att göra Delta till största flygbolag i världen.
Delta Air Lines är ett av de största bolagen för trafik mellan Europa och USA. Huvudkontoret finns i Atlanta, Georgia.

## Historia
Delta Air Lines grundades år 1924 av Huff Daland Dusters i Macon, Georgia men flyttade till Monroe i Louisiana samma år. 1928 ändrade Huff Daland Dusters namn till 'Delta Air Services' efter Mississippi Deltat. Första rutten var mellan Dallas, Texas och Jackson, Mississippi. 1934 började Delta precis som så många andra amerikanska flygbolag med postleveranser åt staten.
1941 flyttades huvudkontoret till Atlanta, Georgia där det ligger än idag. 1953 gick bolaget samman med Chicago och Southern, två mindre bolag för att komma åt mellanvästerns marknad. 1955 blev Delta ett av världens första flygbolag som använder sig av ett hubsystem, Dallas, Texas blir Deltas andra hub. Under 1960-talet expanderade Delta Air Lines och blev ett av USA:s största flygbolag.
Under 1970-talet köpte Delta Air Lines fem Boeing 747 som dock inte blev kvar länge i tjänst. 1972 köpte man Northeast Airlines. 1981 skapade man sitt första bonusprogram. Första rutten till Hawaii öppnades 1984. Ytterligare ett flygbolag som Delta tog över var Western Airlines 1987. Under 1980-talet införskaffade man Boeing 767.
1990 köpte Delta Air Lines MD-11 som dock inte längre finns kvar i tjänst. Efter Pan Am:s konkurs 1991 tog Delta över dess Europatrafik inklusive dess hub i Frankfurt (som nu är avvecklad). Bonusprogrammet bytte namn till SkyMiles 1995. 1999 tog bolaget emot sin första Boeing 777.
2000 blev Delta Air Lines en medlem av SkyTeam Alliance. September 2005 inträdde Delta Air Lines efter en längre tid av dålig ekonomi i Chapter 11 enligt den amerikanska konkurslagstiftningen.
I början av 2006 meddelade Delta Air Lines att man kommer minska antalet avgångar från huben i Cincinnati samtidigt som man ökar antalet avgångar från Atlanta och de amerikanska anslutningarna till New York. I Delta Air Lines plan ingår också en stor internationell satsning med avgångar från Atlanta till bl.a. Köpenhamn, Danmark, Johannesburg, Sydafrika och Stockholm, Sverige. Delta Air Lines kommer att bli det enda amerikanska flygbolag som flyger direkt mellan USA och den Afrikanska kontinenten.
Denna satsning på lönsamma linjer tillsammans med en minskning av antalet flygplanstyper och lönesänkningar är en del av den plan som ska få Delta Air Lines att bli ett lönsamt flygbolag igen, något som uppnåddes i början av 2007. Då bytte man även till en mörkröd logotyp.
Den 15 november 2006 meddelade US Airways att de ville köpa Delta för åtta miljarder dollar, men den 19 december förklarade Delta att man inte accepterade budet.
30 april 2007 utträdde Delta Air Lines ur konkursskydd och meddelade samtidigt att de antog en ny logotyp.
Den 14 april 2008 meddelades köpet av Northwest Airlines.

## Flotta
Delta Air Lines eftersträvar att minska antalet flygtyper i sin flotta. De flygplan man planerar att göra sig av med är MD-88 och MD-90. Så här såg flottan ut i oktober 2009:

### Lista över flygplan
| Flygplan                | I trafik | Order | Optioner | Passagerare (First/bussines/economy)                        | Linjer                                                                                                 | Övrigt                                                                               |
| ----------------------- | -------- | ----- | -------- | ----------------------------------------------------------- | --- | ------------------------------------------------------------------------------------ |
| Airbus A220-100         | 0        | 75    | 0        | 109 (12/0/97)                                               | | Leverans från hösten 2018                                                            |
| Boeing 717-200          | 91       | 0     | 0        | 110 (12/0/98)                                               | |                                                                                      |
| Boeing 737-700          | 10       | 0     | 0        | 124 (12/0/112)                                              | Inrikes/internationell medeldistans USA, Karibien, Latinamerika och Mexiko                             | Winglet installerade                                                                 |
| Boeing 737-800          | 77       | 0     | 0        | 160 (16/0/144)                                              | Inrikes kort-lång distans USA, Mexiko och Karibien                                                     | 49 st med Winglet 2 flygplan kommer att få Winglet Levereras: Maj/Juni 2010          |
| Boeing 737-900ER        | 102      | 28    | 0        | 180 (20/0/160)                                              | | Levereras under 2019 Ersätter MD-88, MD-90 och äldre 757 -200                        |
| Boeing 757-200          | 111      | 0     | 0        | 168 (0/16/152) 199 (20/0/179) 193 (20/0/173)                | Inrikes/internationell medellång distans USA Karibien, Latinamerika, Puerto Rico Transatlantisk Hawaii | Största operatör av Boeing 757                                                       |
| Boeing 757-300          | 16       | 0     | 0        | 234 (24/210)                                                | |                                                                                      |
| Boeing 767-300          | 12 4     | 0     | 0        | Inrikes 262 (24/238) Hawaii 262 (24/238)                    | Inrikes medel- och långdistans USA transkontinental Hawaii, Latinamerika, och Puerto Rico              | Största operatör av Boeing 767-300                                                   |
| Boeing 767-300ER        | 43 7     | 0     | 0        | Standard 221 (36/185) 219 (34/185) Ex-Gulf Air 219 (30/189) | Internationell medel- och långdistans Transatlantisk och Sydamerika                                    | Största operatör av Boeing 767-300                                                   |
| Boeing 767-400ER        | 14 7     | 0     | 0        | Med Winglet: 246 (42/204) Utan Winglet: br />246 (40/206)   | Internationell medellång distans                                                                       | Största och en av endast två operatörer av Boeing 767-400ER 1 i SkyTeam dekor        |
| Boeing 777-200ER        | 0 8      | 0     | 0        | Ny: 268 (45/223) Gammal: 271 (50/221)                       | Internationell långdistans                                                                             |                                                                                      |
| Boeing 777-200LR        | 8        | 2     | 27       | 278 (45/233)                                                | Internationell ultralång distans ATL-LAX-SYD, ATL-JNB                                                  | Första kund i USA Levereras 31 mars 2010 (1), 30 april 2010 (1) 11 Rullande Optioner |
| McDonnell Douglas MD-88 | 116      | 0     | 0        | 142 (14/128)                                                | Inrikes kort-medel distans                                                                             | Största operatör av MD-88                                                            |
| McDonnell Douglas MD-90 | 16       | 0     | 0        | 150 (12/138)                                                | Inrikes kort-medel distans                                                                             |                                                                                      |
| Totalt                  | 449      | 4     | 27       |                                                             | |                                                                                      |

### Galleri

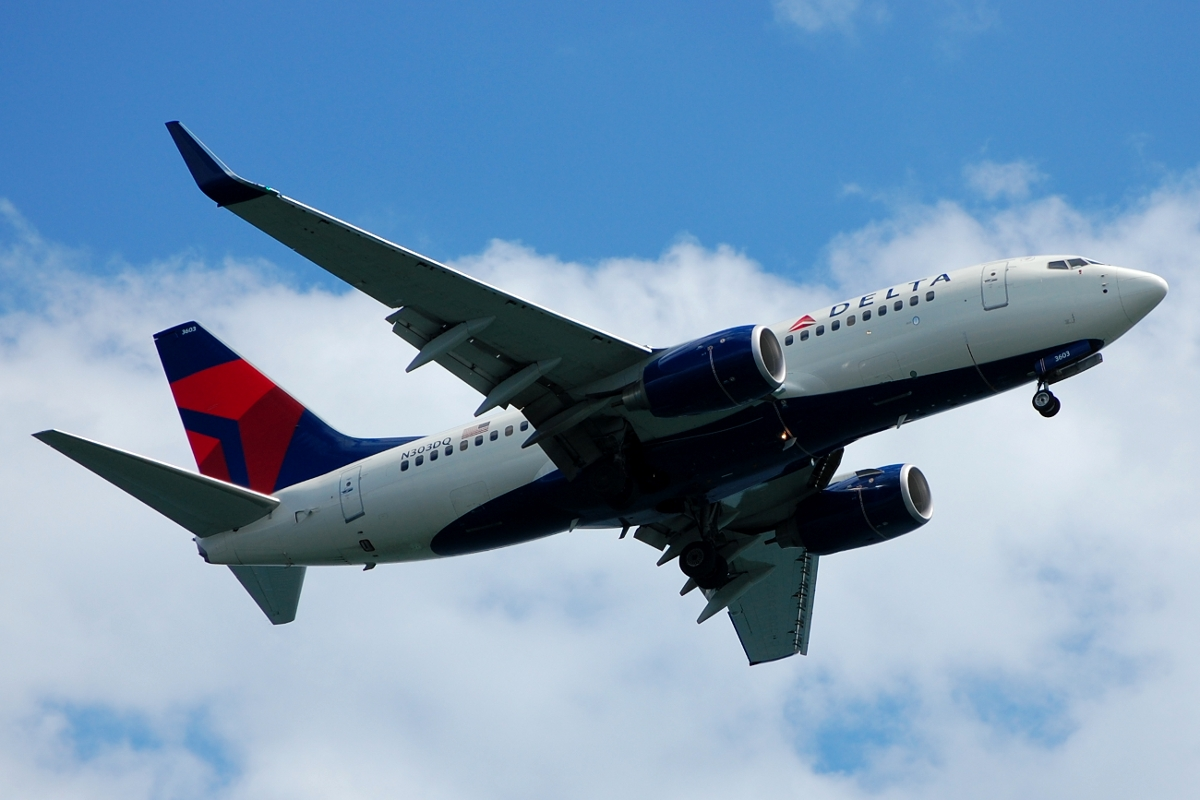
Boeing 737-700
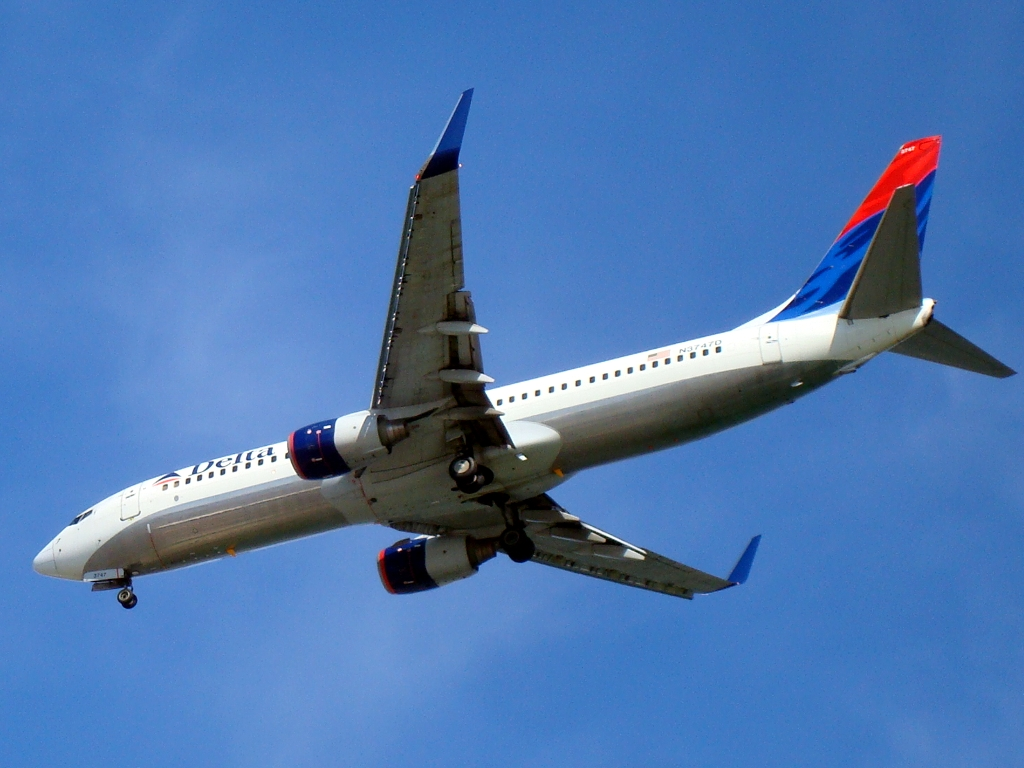
Boeing 737-800
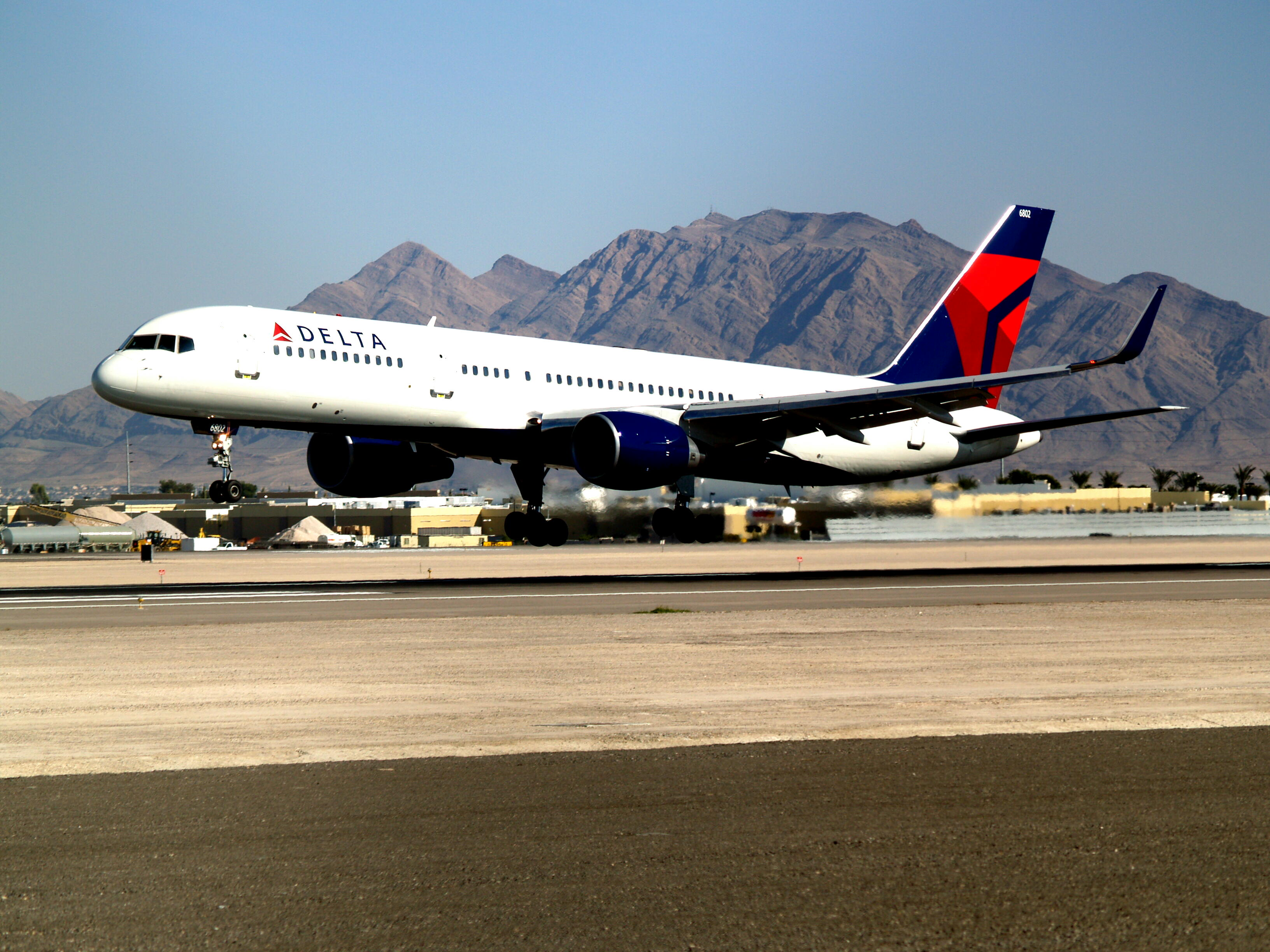
Boeing 757-200
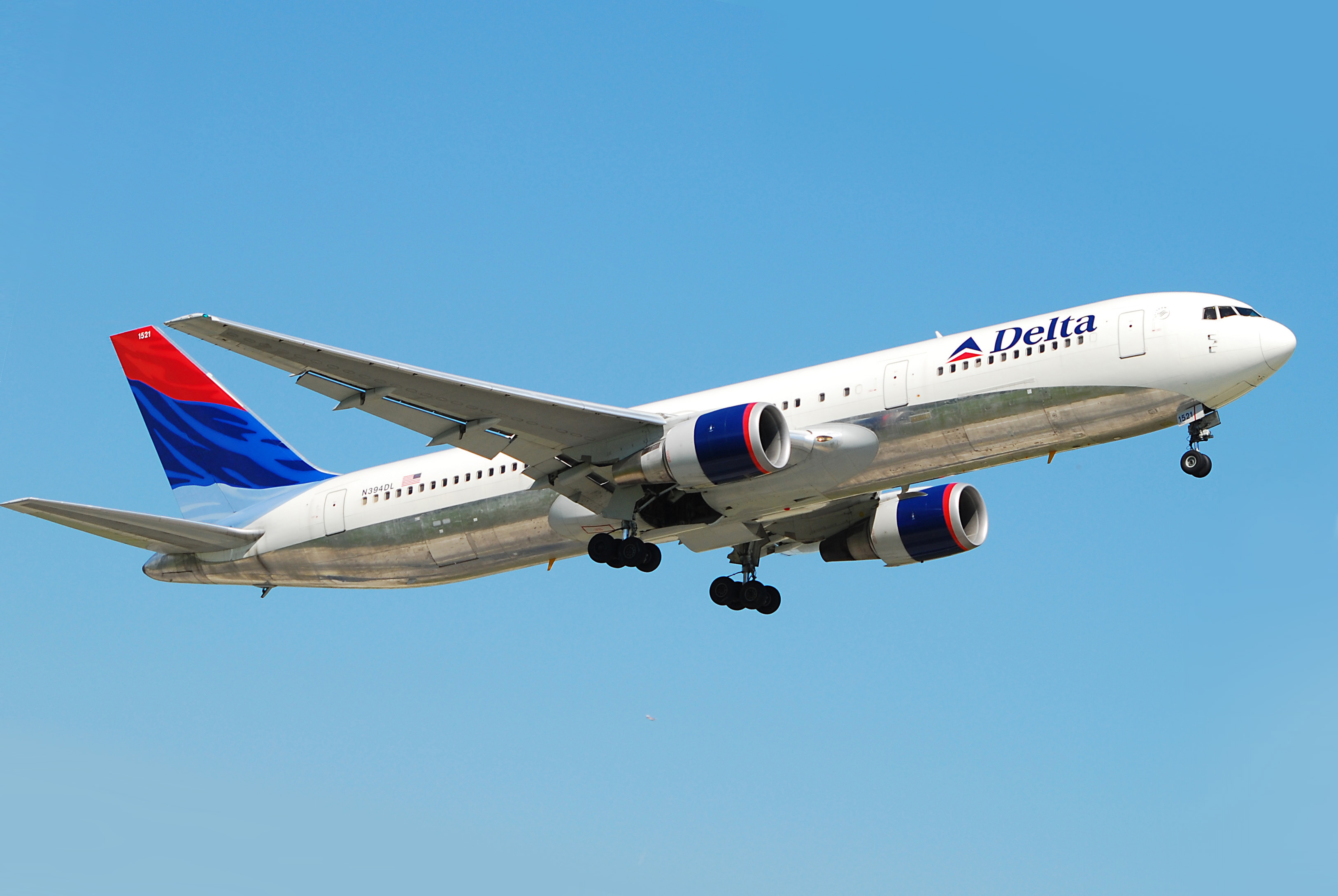
Boeing 767-300ER
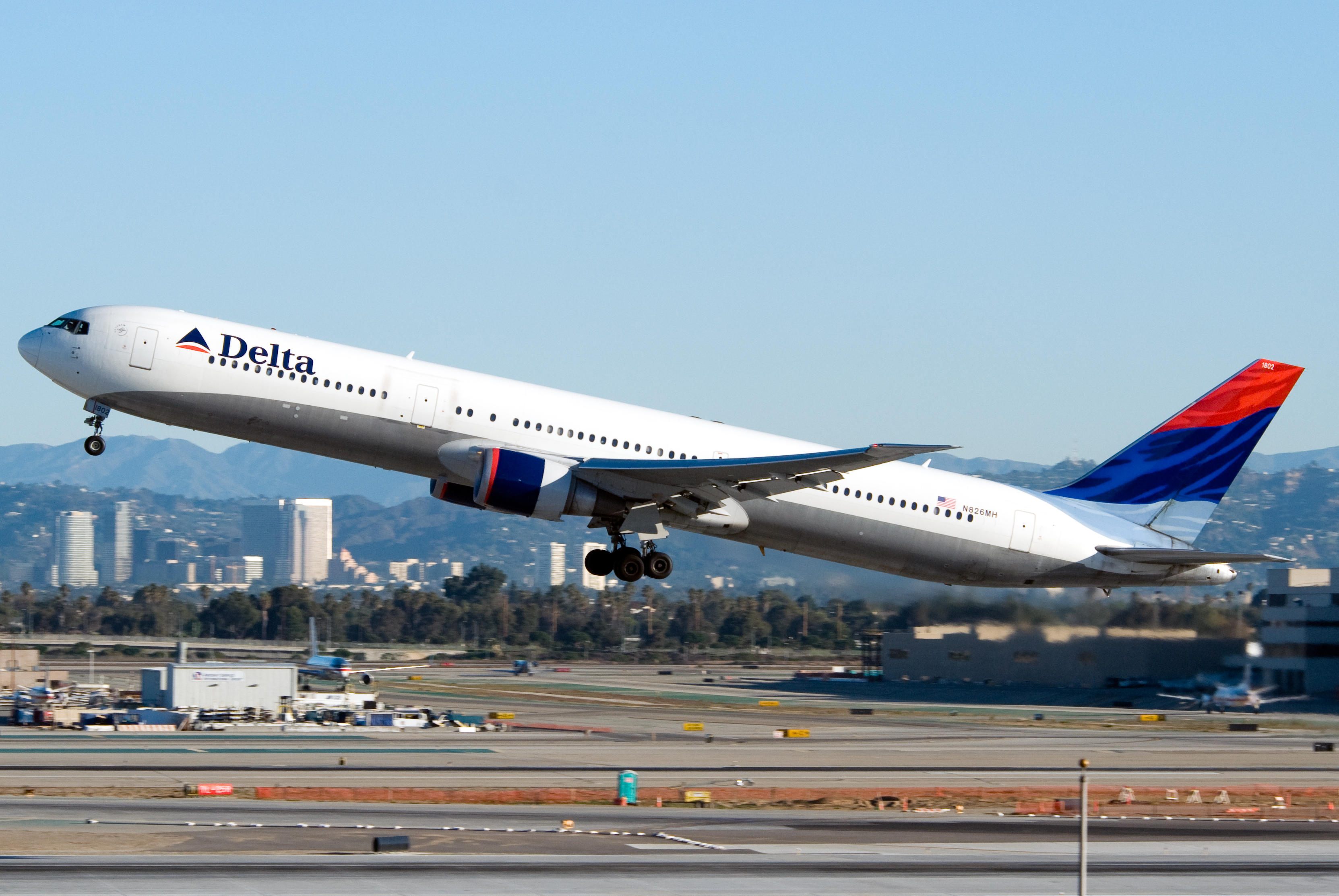
Boeing 767-400ER
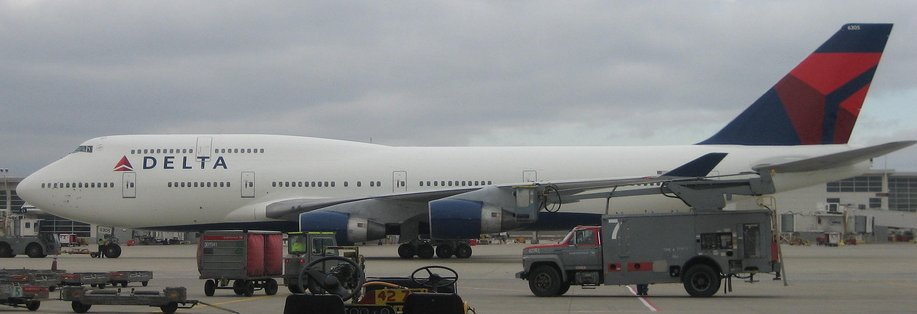
Delta Air Lines Boeing 747
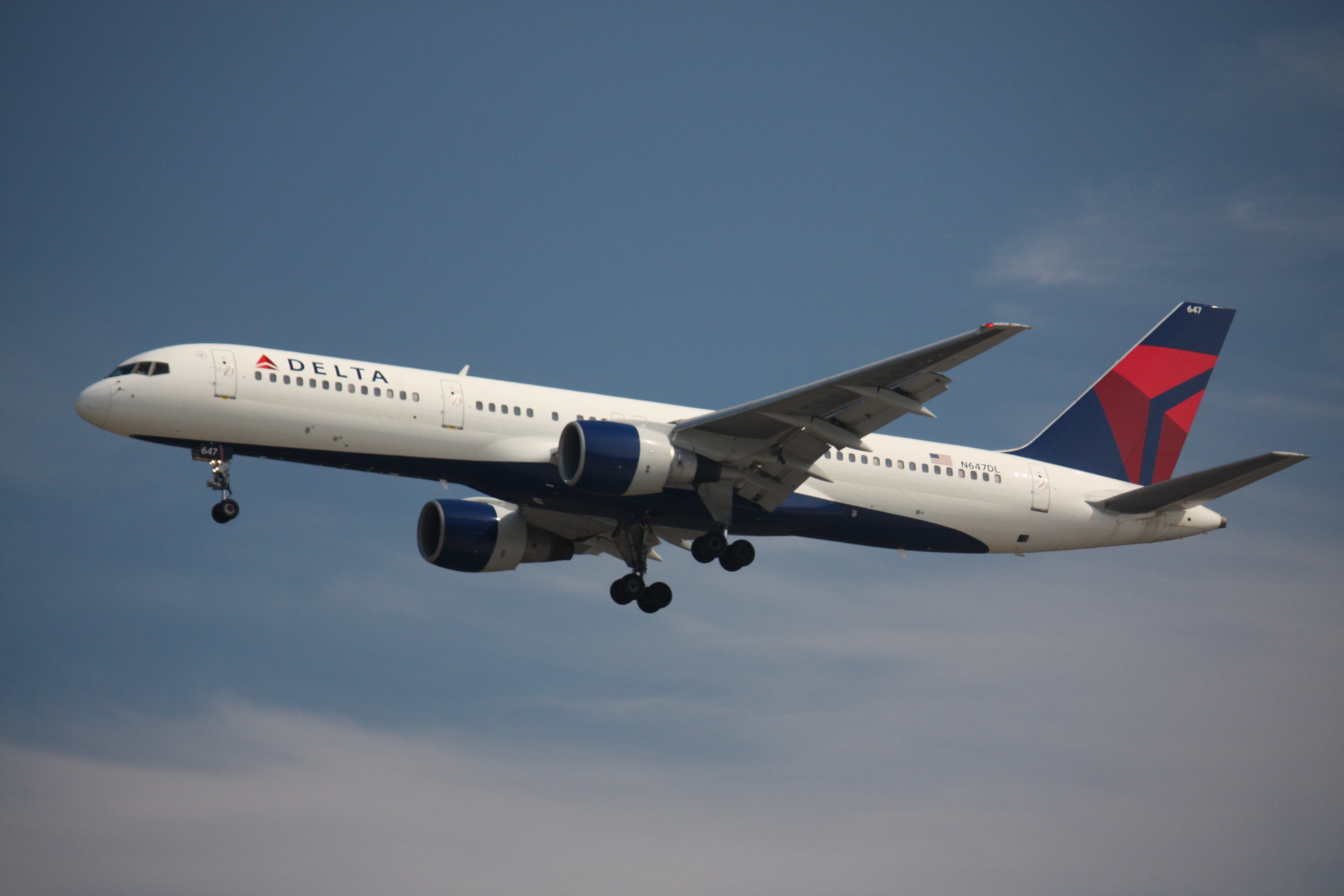
Delta Boeing 757
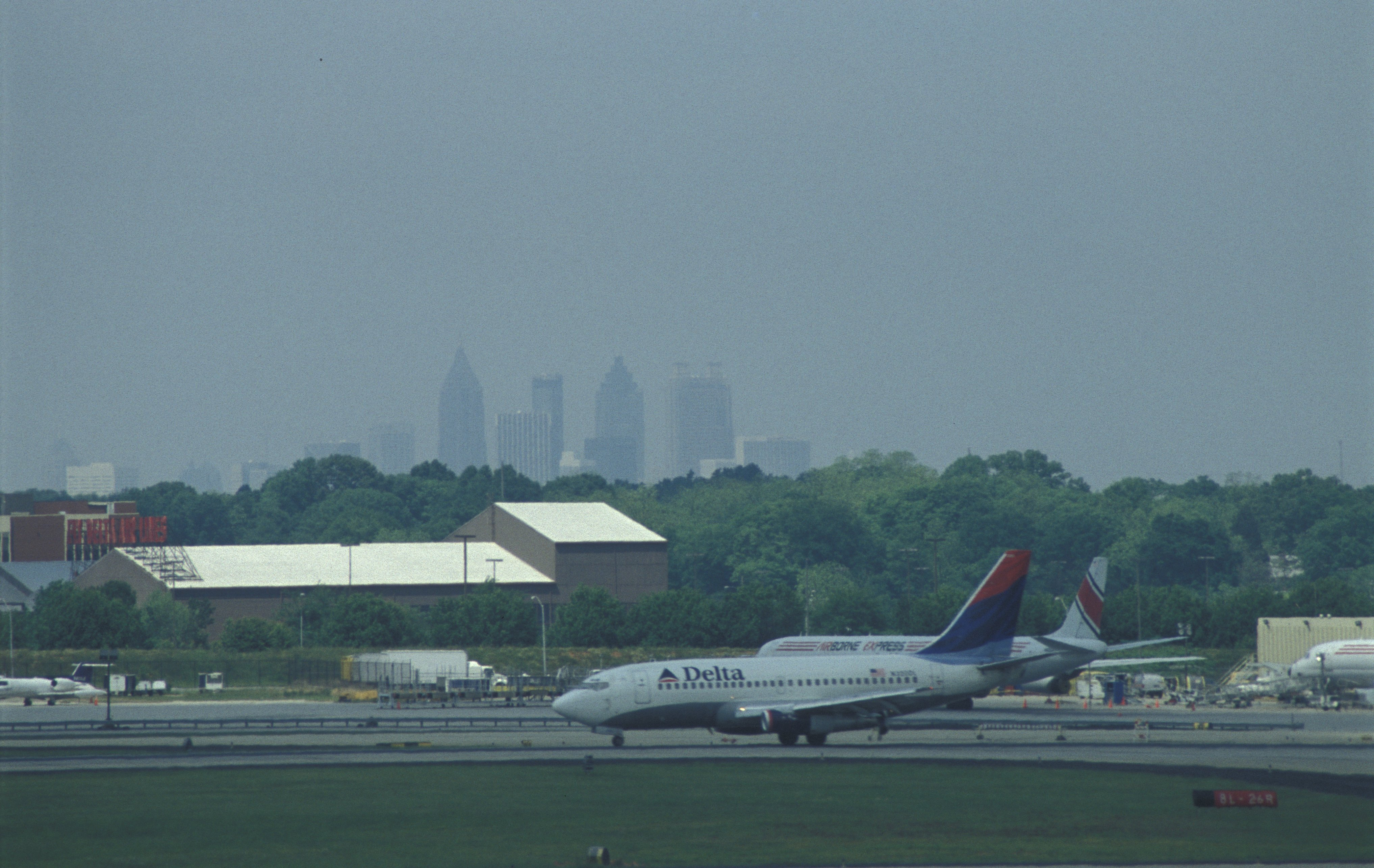
Delta Boeing 737 på Hartsfield-Jackson Atlanta International Airport
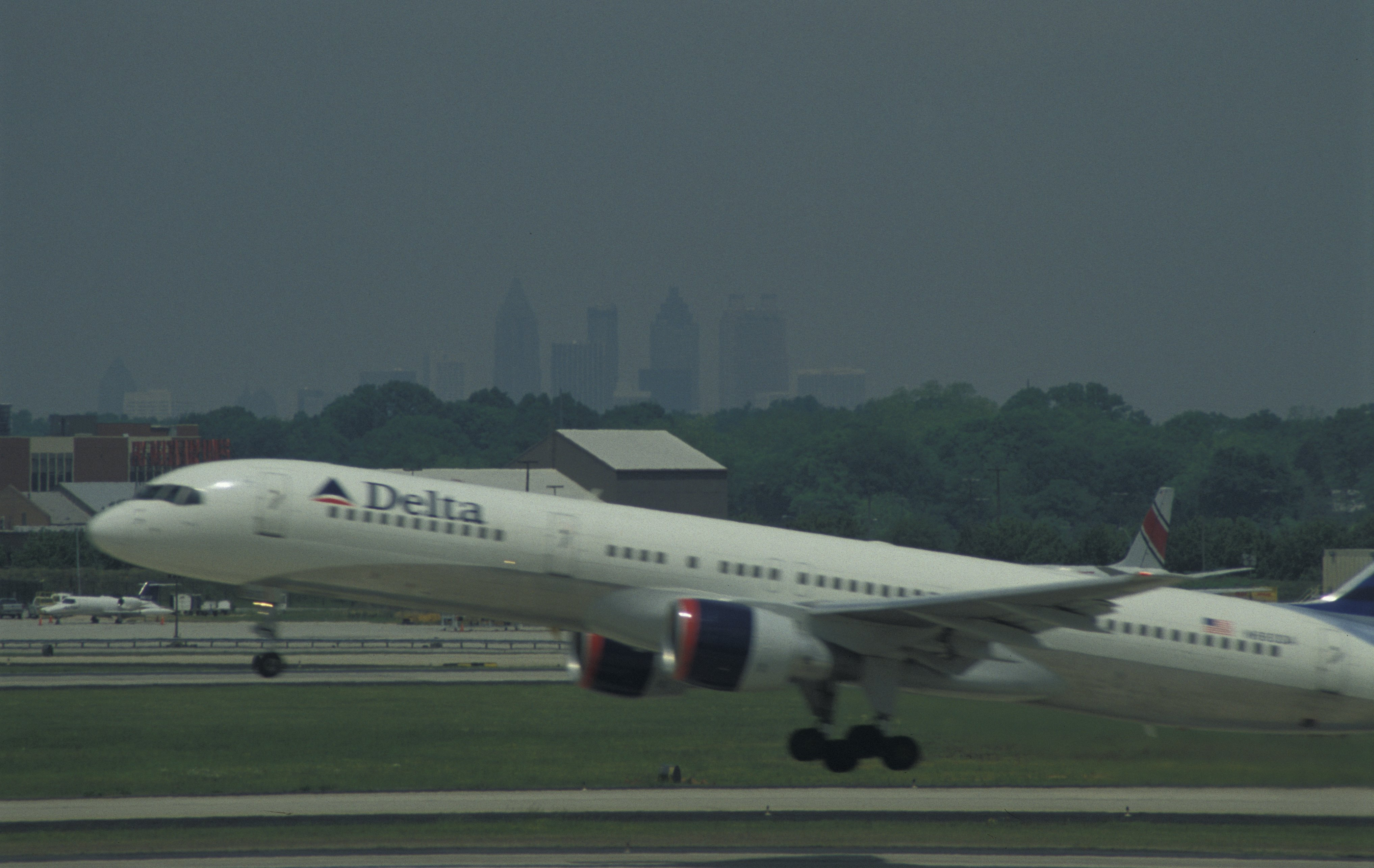
Delta Boeing 757 på Hartsfield-Jackson Atlanta International Airport
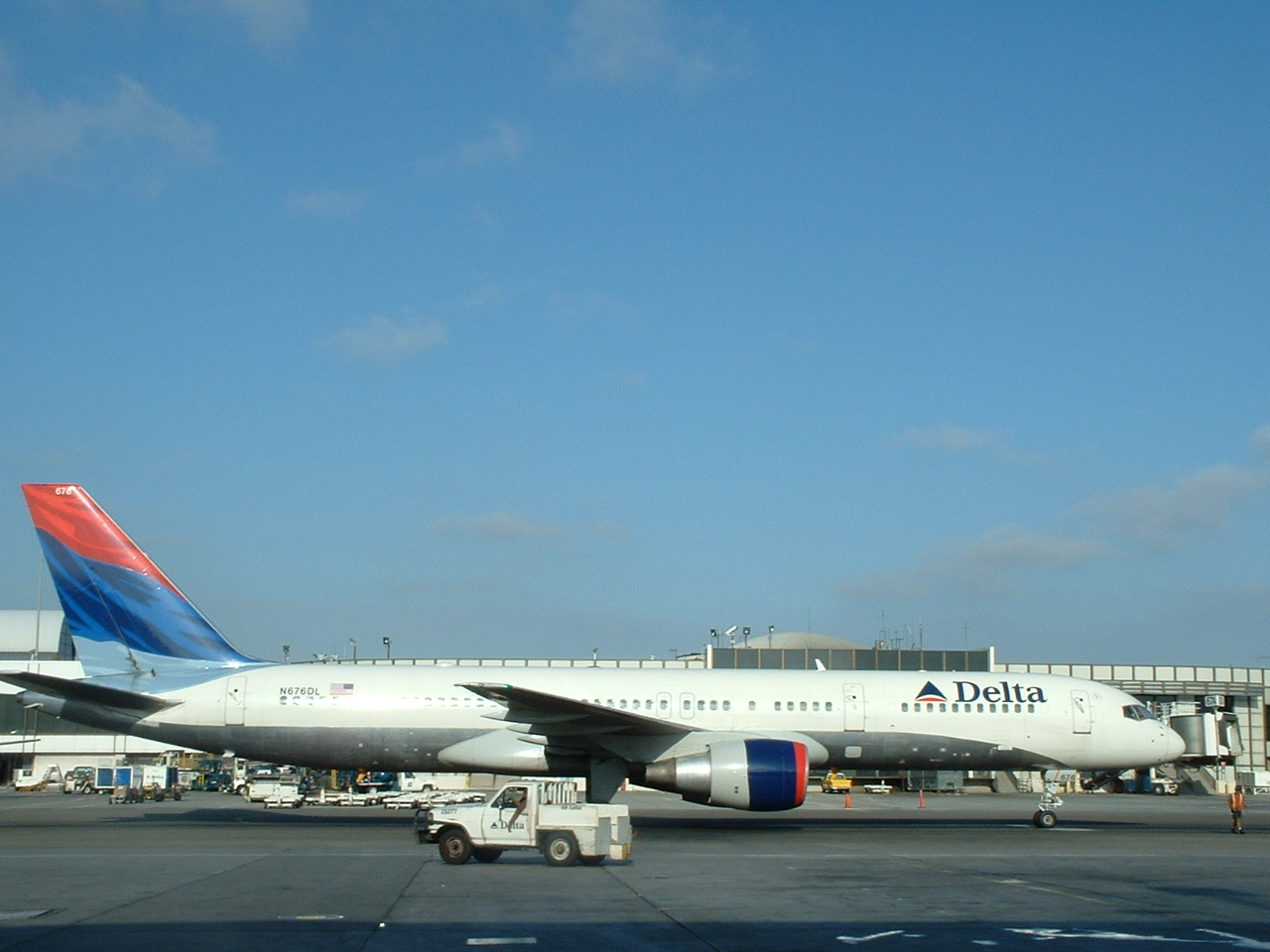
Delta Boeing 757-200
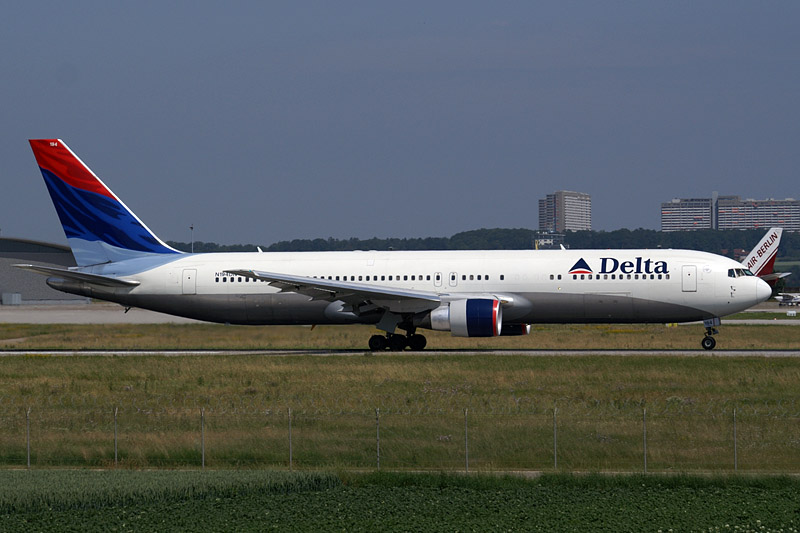
Delta Boeing 767-300
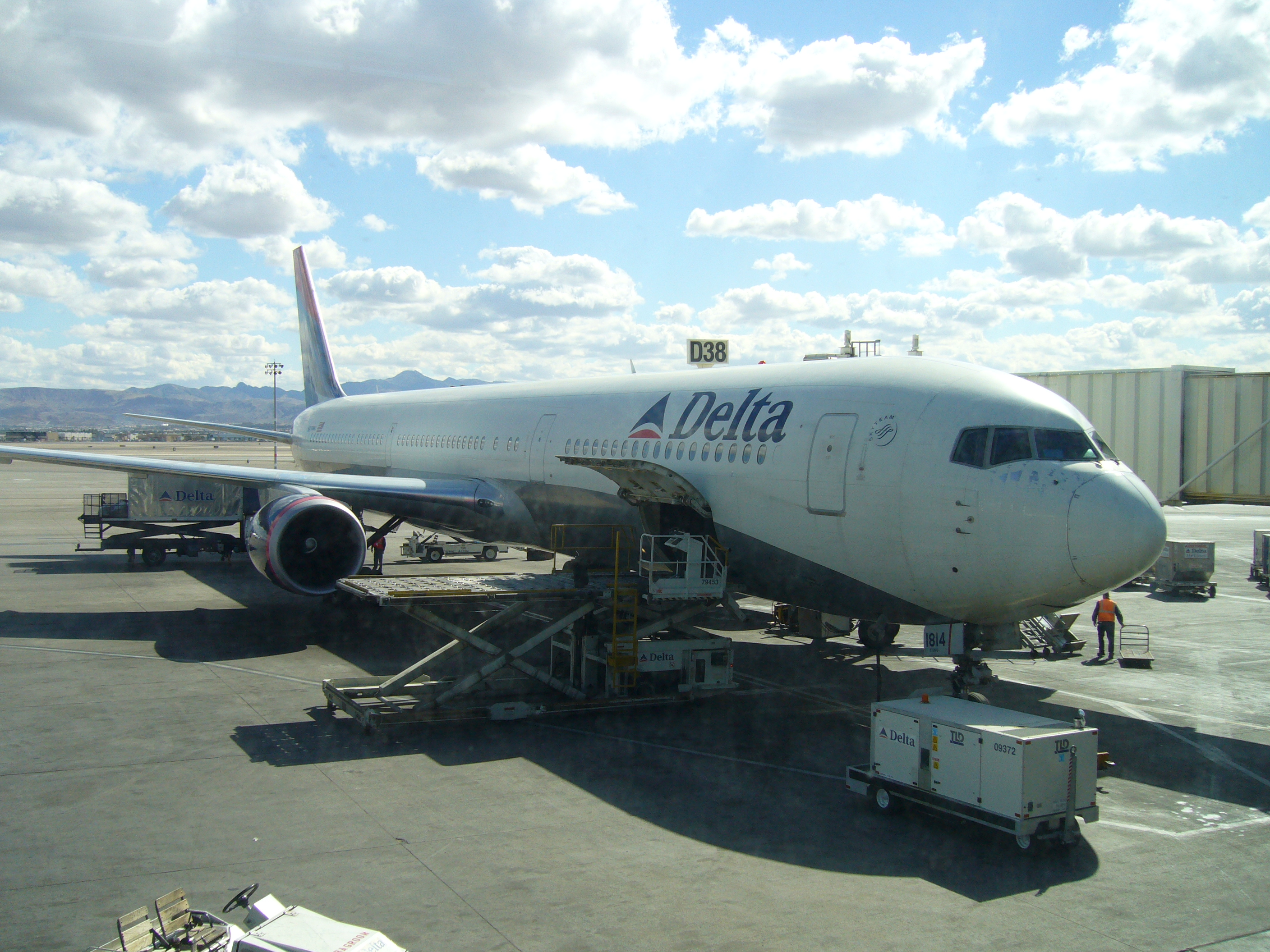
En Delta Boeing 767på McCarran International Airport in Las Vegas
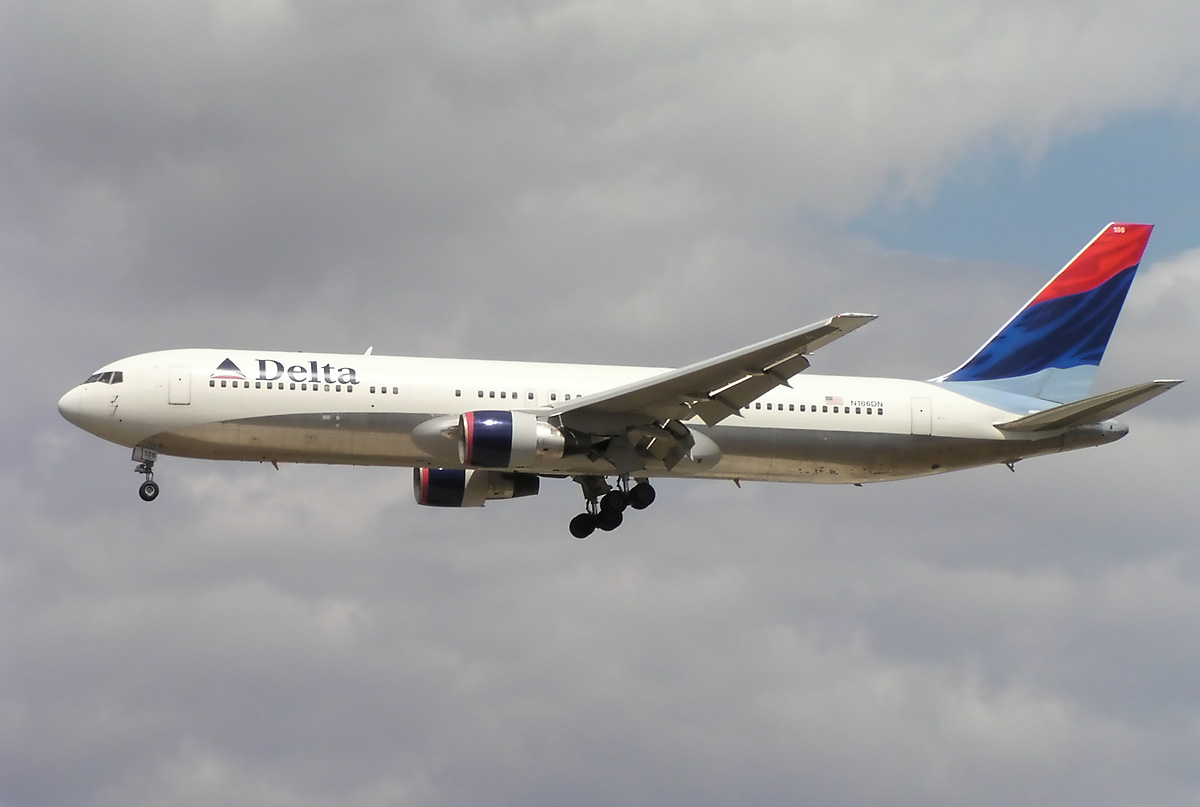
Boeing 767-300ER
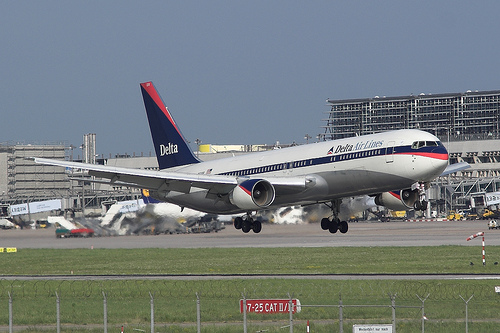
Boeing 767
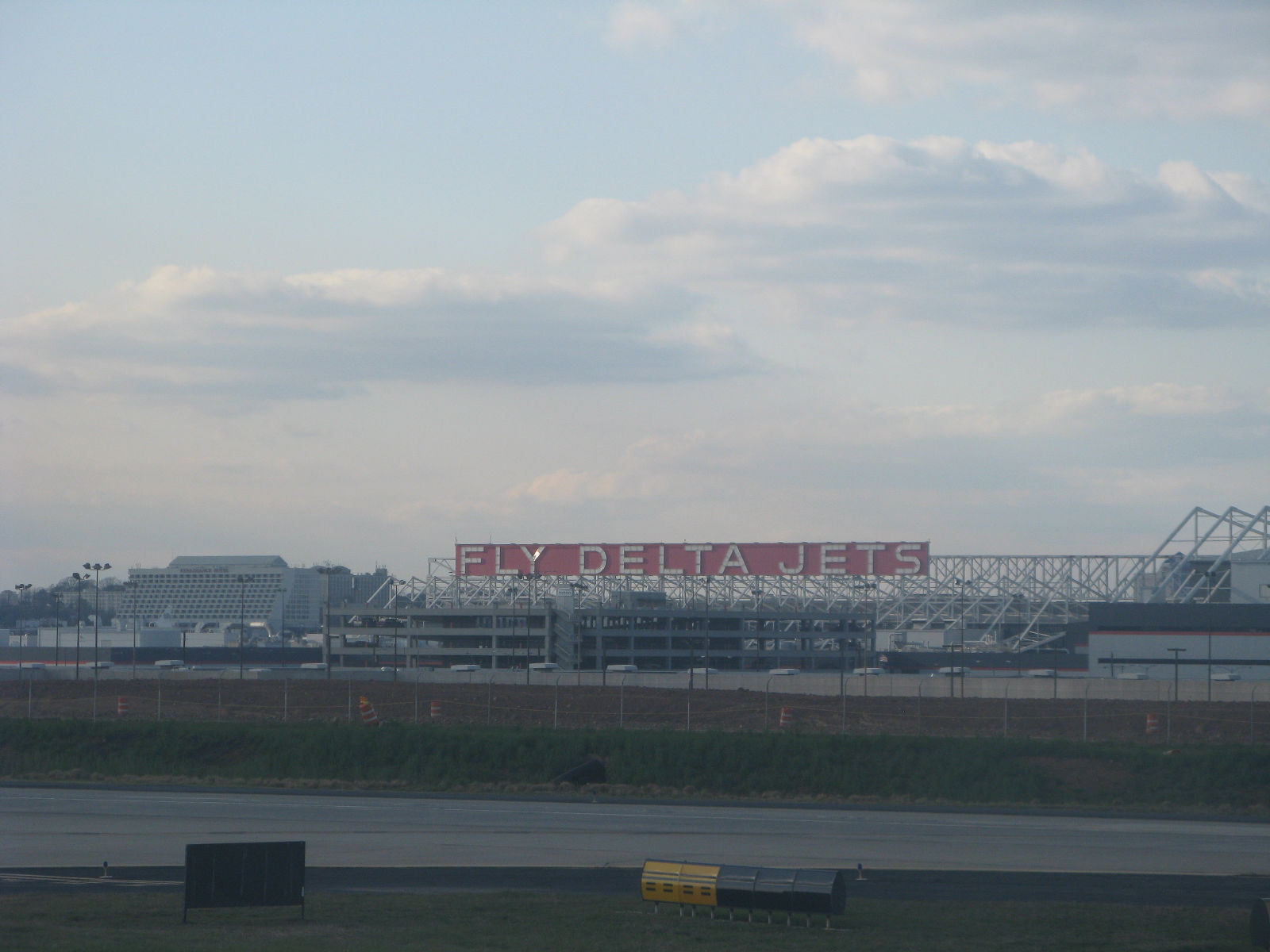
Skylt på Atlanta Airport
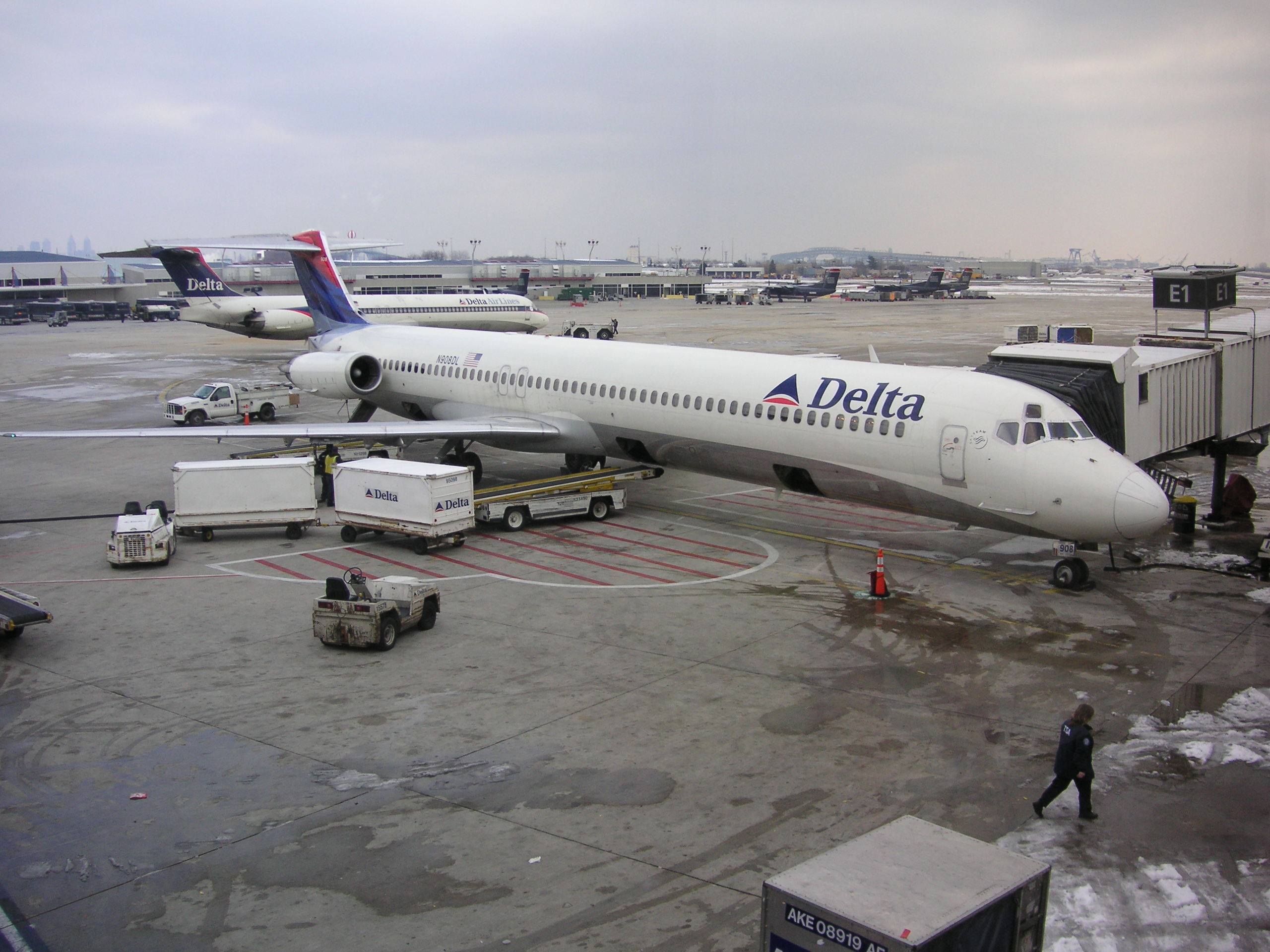
McDonnell Douglas MD-88
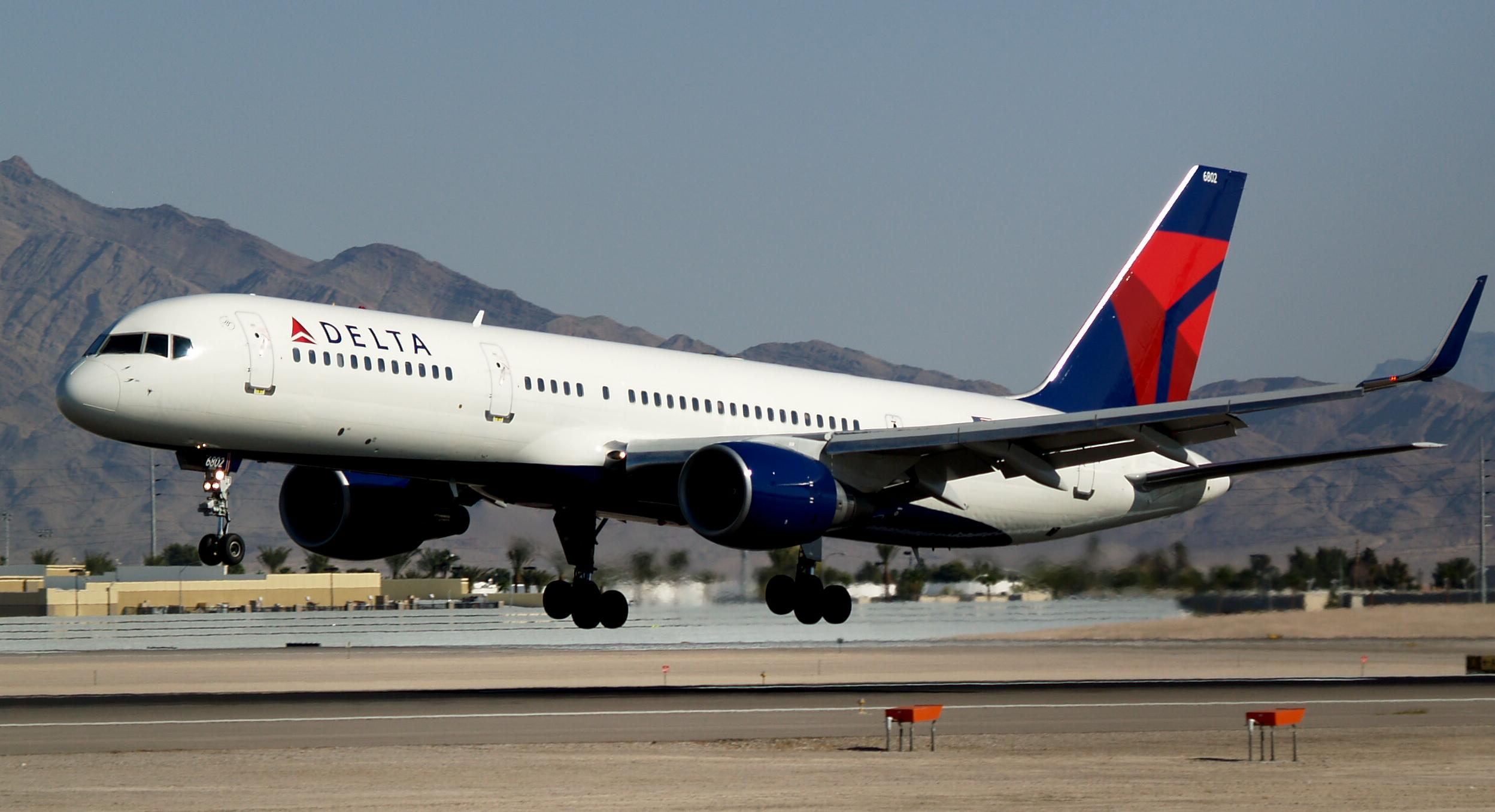
Boeing 757
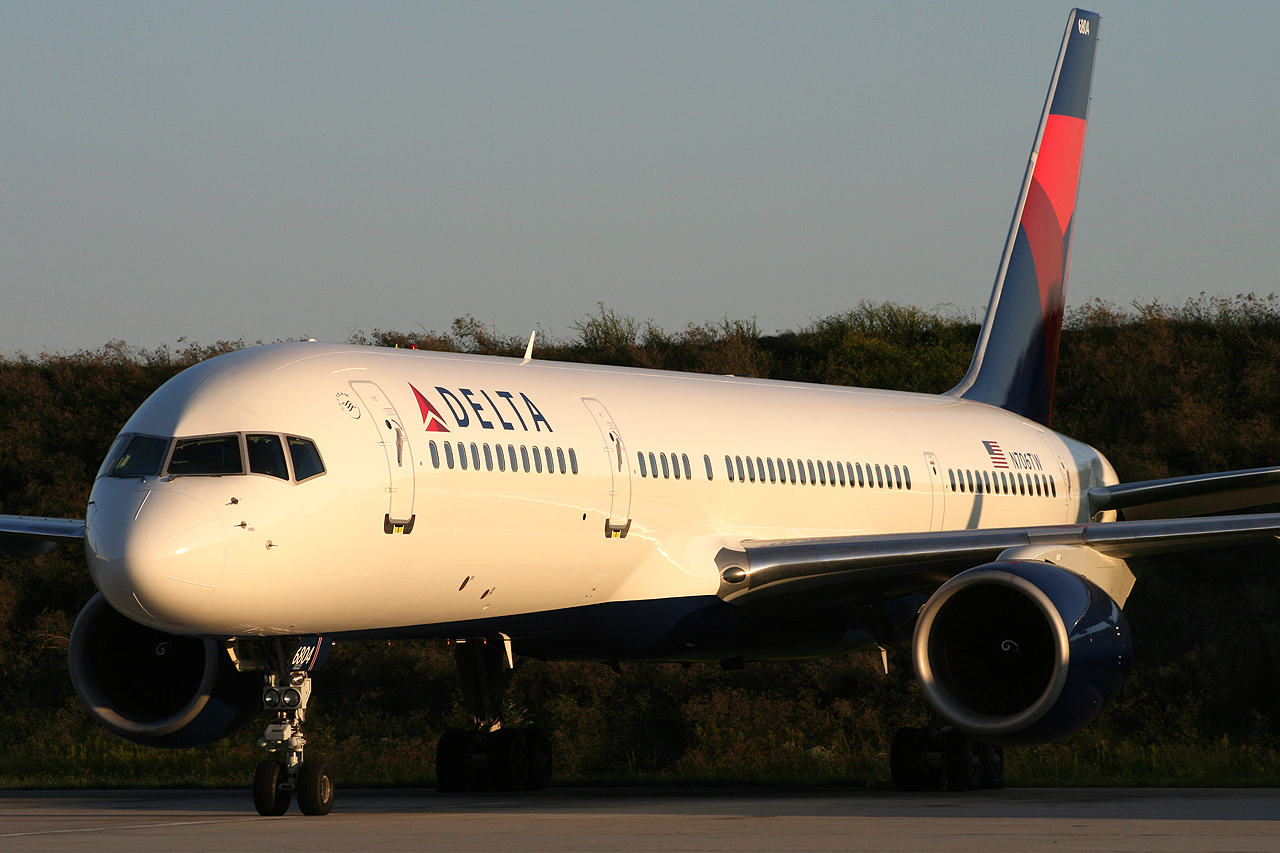
Boeing 757
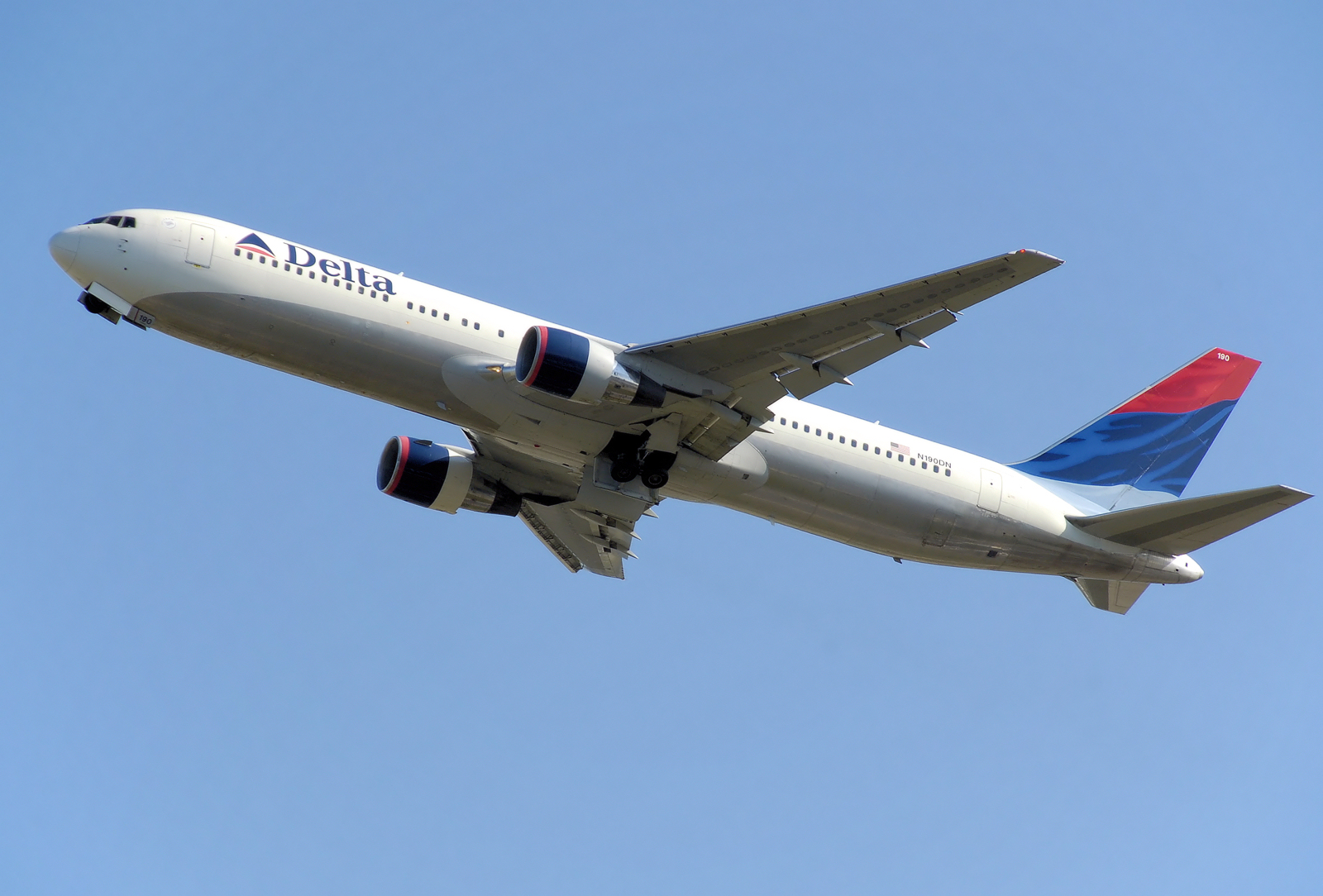
En Delta Boeing 767 på Heathrow

## Knutpunkter
Delta Air Lines har tre flygnav i USA, i Atlanta, Cincinnati samt Salt Lake City. Bolaget har också en stor närvaro på John F. Kennedy International Airport i New York för sin Europatrafik. För närvarande drar Delta Air Lines ner på avgångarna från Cincinnati för att stärka naven i Atlanta och Salt Lake City.